# Колепијетро (Терамо)
Колепијетро (итал. Collepietro) је насеље у Италији у округу Терамо, региону Абруцо.
Према процени из 2011. у насељу је живело 61 становника. Насеље се налази на надморској висини од 217 м.